# Talmessita
La talmessita és un mineral de la classe dels fosfats que pertany al grup de la collinsita. Rep el nom de la mina Talmessi, a l'Iran, la seva localitat tipus.

## Característiques
La talmessita és un arsenat de fórmula química Ca₂Mg(AsO₄)₂·2H₂O. Cristal·litza en el sistema triclínic. La seva duresa a l'escala de Mohs és 5.
Segons la classificació de Nickel-Strunz, la talmessita pertany a «08.CG - Fosfats sense anions addicionals, amb H₂O, amb cations de mida mitjana i gran, RO₄:H₂O = 1:1» juntament amb els següents minerals: cassidyita, col·linsita, fairfieldita, gaitita, messelita, parabrandtita, hillita, brandtita, roselita, wendwilsonita, zincroselita, rruffita, ferrilotharmeyerita, lotharmeyerita, mawbyita, mounanaïta, thometzekita, tsumcorita, cobaltlotharmeyerita, cabalzarita, krettnichita, cobalttsumcorita, niquellotharmeyerita, manganlotharmeyerita, schneebergita, niquelschneebergita, gartrellita, helmutwinklerita, zincgartrel·lita, rappoldita, fosfogartrel·lita, lukrahnita, pottsita i niqueltalmessita.

## Formació i jaciments
Va ser descoberta a la mina Talmessi, situada al districte d'Anarak, dins el comtat de Nain (Província d'Esfahan, Iran). Tot i tractar-se d'una espècie no gaire habitual ha estat descrita en tots els continents del planeta a excepció de l'Antàrtida.